# Kritisches Journal der Philosophie
Das Kritische Journal der Philosophie war ein deutsches Magazin der Philosophie, das Georg Wilhelm Friedrich Hegel (1770–1831) und Friedrich Wilhelm Joseph von Schelling (1775–1854) in den Jahren 1802 und 1803 gemeinschaftlich verfassten und herausgaben. Es enthält frühe Publikationen Hegels. Die Zeitschrift wurde von Hegel und Schelling zu der Zeit gegründet, als sie an der Universität Jena unterrichteten. Die beiden Autoren nahmen eine gemeinsame philosophische Position ein. Die einzelnen Artikel sind nicht unterzeichnet. Das Magazin erschien in Tübingen im Verlag Johann Friedrich Cotta. Die Zeitschrift besteht aus zwei Bänden und sechs Ausgaben.

## Aus dem Inhalt
- Hegel: Über das Wesen der philosophischen Kritik überhaupt und ihr Verhältnis zum gegenwärtigen Zustand der Philosophie insbesondere
- Schelling: Über das absolute Identitätssystem und sein Verhältnis zu dem neuesten (Reinholdischen) Dualismus
- Hegel: Wie der gemeine Menschenverstand die Philosophie nehme – dargestellt an den Werken des Herrn Krug
- Notizenblatt: Besonderer Zweck des Blatts ; Ein Brief von Zettel an Squenz
- Hegel: Verhältnis des Skeptizismus zur Philosophie, Darstellung seiner verschiedenen Modifikationen und Vergleichung des neuesten mit dem alten
- Schelling: Rückert und Weiß oder die Philosophie, zu der es keines Denkens und Wissens bedarf
- Notizenblatt: Neue Entdeckung über die Fichte’sche Philosophie ; (und anderes).
- Schelling: Über das Verhältnis der Naturphilosophie zur Philosophie überhaupt
- Schelling: Über die Konstruktion in der Philosophie
- Schelling: Anzeige einiger die Naturphilosophie betreffenden Schriften
- Notizenblatt: Notiz von Herrn Villers Versuchen, die Kantische Philosophie in Frankreich einzuführen ; Göttingen: Logik und allgemeine Encyclopädie von Hrn. Wildt ; Vorschlag einer künftigen Anzeige der philosophischen Werke des Hrn. Boutterweck ; Einleitung in die dynam. Physiologie
- Hegel: Glauben und Wissen oder die Reflexionsphilosophie der Subjektivität, in der Vollständigkeit ihrer Formen, als Kantische, Jacobische und Fichtesche Philosophie
- Hegel: Über die wissenschaftlichen Behandlungsarten des Naturrechts, seine Stelle in der praktischen Philosophie und sein Verhältnis zu den positiven Rechtswissenschaften
- Hegel: Naturrecht
- Schelling: Über Dante in philosophischer Beziehung
- Schelling: Anhang zum Dante-Aufsatz
- Schelling: Anzeige einiger die Naturphilophie betreffenden Schriften (Fortsetzung)